# 대한민국의 국가민속문화유산
국가민속문화유산(國家民俗文化遺産)은 대한민국에서 의식주, 사회생활, 민속, 신앙 등의 일상생활에서 사용되는 것 가운데 상대적으로 중요하다고 생각되는 것이다.
국가민속문화유산 일련번호는 제301호까지 지정되어 있으며, 2021년 11월 19일 문화재 관련 법령의 개정으로 더 이상 지정되지 않는다.

## 지정 목록
- 1960년대와 1970년대 (1964년~1979년)
- 1980년대와 1990년대 (1980년~1999년)
- 2000년대와 2010년대 (2000년~2019년)
- 2020년대 (2020년~)

## 같이 보기
- 대한민국의 문화재
- 대한민국의 국보
- 대한민국의 보물
- 대한민국의 천연기념물
- 대한민국의 사적
- 대한민국의 명승
- 대한민국의 국가무형유산

### 내용주
1. ↑  이전 명칭: 국가민속문화재(國家民俗文化財)

### 참조주
1. ↑  김석 (2021년 11월 19일). “문화재 지정번호 없앤다…천연기념물·명승 지정 기준도 구체화”. 《KBS 뉴스》. 2024년 11월 26일에 확인함.